# Camellia tsingpienensis
Camellia tsingpienensis là một loài thực vật có hoa trong họ Theaceae. Loài này được Hu mô tả khoa học đầu tiên năm 1938.